# 水の中のつぼみ
『水の中のつぼみ』（みずのなかのつぼみ、仏: Naissance des pieuvres、英: Water Lilies）は、2007年のフランスの青春恋愛映画。監督はセリーヌ・シアマ、出演はポーリーヌ・アキュアールとルイーズ・ブラシェールなど。日本では2008年3月に開催されたフランス映画祭にて初上演された。

## ストーリー
この映画は、パリ郊外の中流階級に住む3人の15歳の少女、マリー、アンヌ、フロリアーヌの性の目覚めをひと夏の間に追う。
学校のシンクロナイズド・スイミング大会を見学したマリーは、スタッド・フランセ水泳部のキャプテン、フロリアーヌに興味を持つ。マリーの親友アンヌもシンクロナイズド・スイミング・チームに所属している。アンヌは、プールのロッカールームで着替えているところをフランソワに見られてしまい、フランソワに恋心を抱く。マリーは、他の女の子たちから 「ふしだらな女 」と思われているフロリアーヌに近づくため、チームに入りたいと言い出す。フロリアーヌとマリーは取引をする。フランソワに会うためにこっそり抜け出すのを手伝う代わりに、フロリアーヌはマリーをチームのミーティングに参加させる。一緒にいる時間が長くなるにつれ、マリーはアンヌのことをあまり見なくなる。
アンヌは自分を無視するマリーに憤慨する。マリーはアンヌに、いとこの家で過ごしていたと話す。アンヌはこの説明を受け入れる。フロリアーヌは、評判とは裏腹にまだセックスをしていないとマリーに告白する。フロリアーヌはマリーに、チームの他の女の子たちは彼女が嫌いだから噂をでっち上げるのだと言う。実際、フロリアーヌには女友達がいない。
フロリアーヌは、年上の男性から受けたセクハラ被害を語る。フロリアーヌがマリーに同じような話はないかと尋ねると、マリーは黙ってしまい、フロリアーヌは彼女は幸運だと言う。水泳の練習の後、マリーはフロリアーヌがフランソワにキスしているのを見て腹立たしく思う。フロリアーヌはマリーに、自分が処女だとフランソワに知られたらどうなるか心配だと言う。
フロリアーヌとマリーはナイトクラブを訪れ、フロリアーヌは処女を捨てるために年上の男を見つけようとする。フロリアーヌは男を見つけ、車の中でキスをするが、マリーに邪魔される。フロリアーヌはマリーに感謝し、マリーに 「初めて 」になってほしいと告げるが、マリーに拒絶される。その日、マリーはショッピングモールでアンヌと出会い、アンヌはネックレスを万引きする。マクドナルドで昼食を食べたマリーは、アンヌとその未熟な振る舞いに反感を覚えたことをアンヌに告げ、その場を立ち去る。アンヌはプールの更衣室に入り、フランソワにネックレスを渡し、フランソワはそれをフロリアーヌに渡す。フロリアーヌはマリーに、フランソワが両親のいないその夜に会いたいと言う。マリーはフロリアーヌの 「初めて 」になってほしいという要求を受け入れ、居心地悪そうにベッドで指をくわえる。
その後、フランソワとアンヌはアンヌの家でセックスをするが、フランソワはアンヌとのキスを避ける。翌日、アンヌはマリーに、フロリアーヌはフランソワとセックスしておらず、キスをされたこともないと告白する。マリーはアンヌにキスをし、好きな人がいるとアンヌに告げる。アンヌは、マリーが異性愛者に片思いしていると思い込む。水泳チームのパーティーで、フランソワはアンヌと2度目のセックスをしようとするが、アンヌはフランソワの口に唾を吐きかける。
ロッカールームで、マリーとフロリアーヌはついに情熱的なキスを交わす。フロリアーヌはパーティーに戻ると言う。フロリアーヌはマリーに、さっきのパーティで話した男が「バカ」だとわかったら「助けて」と言う。マリーとアンヌは服を着たままプールに飛び込む。フロリアーヌは自分の行動がマリーとアンヌに与えた影響に気づかず、パーティーで一人踊る。

## キャスト
| 役名         | 俳優                     | 日本語吹替 |
| ------------ | ------------------------ | ---------- |
| マリー       | ポーリーヌ・アキュアール | 中原麻衣   |
| アンヌ       | ルイーズ・ブラシェール   | 青山桐子   |
| フロリアーヌ | アデル・エネル           | 伊藤静     |
| フランソワ   | ワレン・ジャッカン       |            |